# ویلیس ام‌بی
ویلیس ام‌بی (Willys MB) خودرویی است که در سال‌های (۱۹۴۱–۱۹۴۵) ۶۴۰،۰۰۰ دستگاه از آن تولید شده‌است. سیستم جعبه‌دندهٔ آن ۲ دنده است.

## نگارخانه

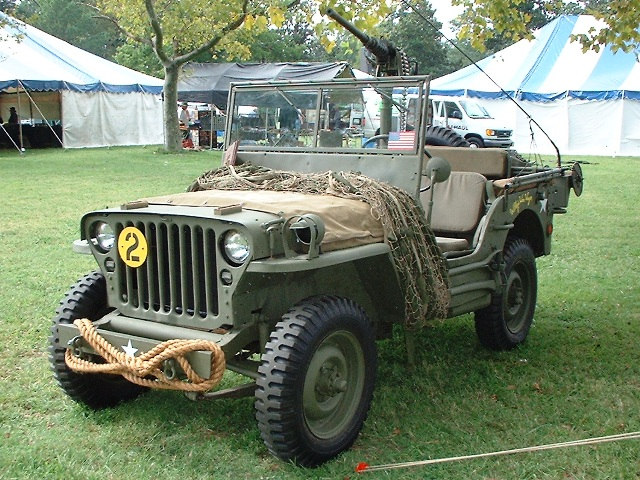
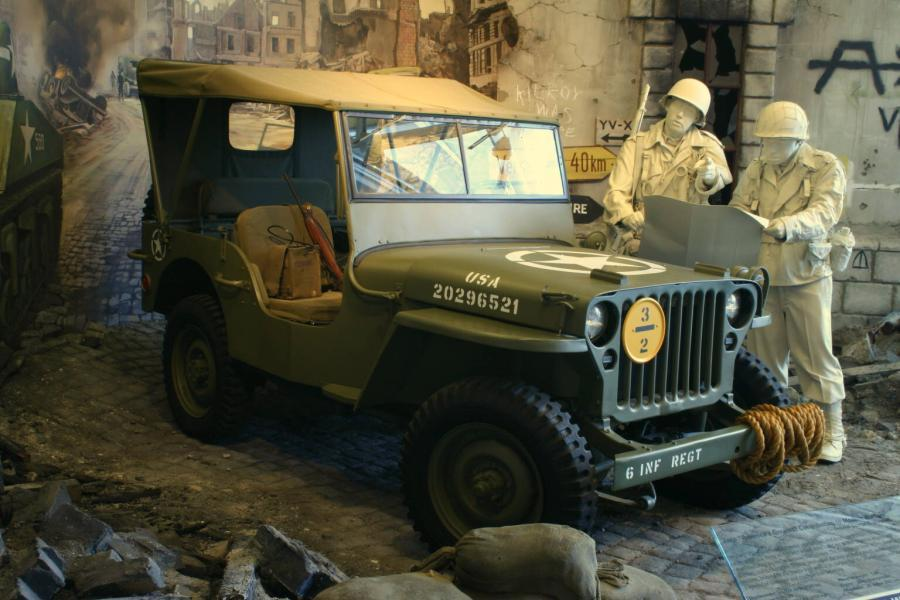